# Strijd der Elementen
Strijd der Elementen was een populairwetenschappelijk programma, gepresenteerd door Sybrand Niessen waarin een team van 6 personen een opdracht krijgt waar een van de vier oerelementen (water, vuur, aarde of lucht) centraal staan. Het team krijgt een bouwopdracht en voldoende tijd om deze uit te voeren. Het team mag onbeperkt grabbelen in een toolbox en krijgen 3 time-outs waarbij ze van Sybrand een hulpmiddel krijgen die ze nodig hebben voor hun opdracht. Maar die krijgen ze niet zomaar. Ze moeten daarvoor wel een meerkeuzevraag beantwoorden. Beantwoorden ze deze goed, is het hulpmiddel binnen. Bij een fout antwoord ook, maar dan verliest het team ook een van de leden, die doet dan niet meer mee, of zoals ze bij het programma zeggen: Tijd voor een cadeautje, tijd voor een ABC-vraag. Vraag goed is cadeautje verdiend, vraag fout is cadeautje verdiend, maar ook tot ziens vriend!

## Afleveringen
| Aflevering | Element | Opdracht                                                                    | Gewonnen? |
| ---------- | ------- | --------------------------------------------------------------------------- | --------- |
| 1          | Lucht   | Bouw een luchtballon en gebruik hem om de vlag te vinden.                   | ja        |
| 2          | Aarde   | Bouw een hybride kart zonder motor en rijd daarmee een helling op.          | ja        |
| 3          | Lucht   | Bouw een tweetrapsluchtdrukraket die hoger vliegt dan een champagnekurk.    | nee       |
| 4          | Water   | Laat een pop waterskiën aan een bootje op waterkracht.                      | ja        |
| 5          | Vuur    | Til met behulp van een stoommachine een vlag de lucht in.                   | nee       |
| 6          | Water   | Zuiver het water zo dat je het kunt opdrinken.                              | ja        |
| 7          | Aarde   | Bouw een zweefzeiler en ga sneller dan 10 km/u.                             | ja        |
| 8          | Vuur    | Stop de kunstmatige kunstregen met behulp van een 5-voudige kettingreactie. | ja        |

## Niet meer op tv
Van dit programma is er maar één serie gemaakt. Dit programma is niet meer op tv te zien.